# Phàn Ô Kỳ
Phàn Ô Kỳ (tiếng Trung: 樊於期; bính âm: Fán Wūjī, ? – 227 TCN) là tướng lĩnh nước Tần thời Chiến Quốc trong lịch sử Trung Quốc.

## Cuộc đời
Phàn Ô Kỳ ban đầu là tướng lĩnh của nước Tần. Khoảng sau năm 232 TCN, không rõ vì lý do gì mà Phàn Ô Kỳ bỏ chạy khỏi Tần, cả gia đình tông tộc của họ Phàn đều bị tru di. Tần vương Chính còn treo thưởng nghìn cân vàng, vạn hộ ấp phong cho ai lấy được đầu của Phàn Ô Kỳ. Phàn Ô Kỳ trốn đến nước Yên, nương nhờ Thái tử Đan. Thái phó Cúc Vũ khuyên Thái tử Đan không nên tiếp nhận, mà để Phàn Ô Kỳ sang Hung Nô, nhưng Thái tử từ chối.
Năm 228 TCN, Tần đã diệt Triệu, Thái tử Đan lo sợ, muốn dùng Kinh Kha hành thích Tần vương Chính. Kinh Kha xin dùng đầu của Phàn Ô Kỳ cùng đất Đốc Cương làm lễ vật nhằm tiếp cận Tần vương. Thái tử Đan tìm cớ từ chối, buộc Kinh Kha phải tự đi thuyết phục. Phàn Ô Kỳ biết chuyện bèn tự sát.

## Tranh luận
Nhà sử học người Mỹ gốc Hoa Dương Khoan trong tác phẩm Chiến quốc sử (2003) cho rằng Phàn Ô Kỳ chính là tướng quân Hoàn Nghĩ, do thua trận trước Lý Mục năm 233 TCN mà bỏ trốn, nhưng không có bằng chứng cụ thể.

## Trong văn hóa

### Tiểu thuyết
Trong tiểu thuyết Đông Chu liệt quốc chí, Phàn Ô Kỳ xuất hiện tại hồi 103. Lã Bất Vi muốn diệt trừ Công tử Thành Kiệu, bèn lấy Thành Kiệu làm thống soái, Phàn Ô Kỳ làm phó, dẫn quân chi viện Mông Ngao, Trương Đường đánh Triệu. Ở Đồn Lưu, Phàn Ô Kỳ đem thân thế của Tần vương Chính nói cho Thành Kiệu, cùng nhau tạo phản. Tần vương phái Vương Tiễn, Trương Đường, Hoàn Nghĩ, Vương Bí dẫn 10 vạn quân đến đàn áp. Phàn Ô Kỳ dũng mãnh chống cự, khiến quân Tần không làm gì được. Vương Tiễn liền phái bạn cũ Dương Đoan Hòa đến chiêu hàng. Thừa dịp Phàn Ô Kỳ đang tác chiến ngoài thành, Thành Kiệu ở trên tường thành xem xét, Dương Đoan Hòa khống chế Thành Kiệu, mở cửa thành đón quân Tần, Phàn Ô Kỳ nhờ lệnh bắt sống của Tần vương nên kịp thời phá vây bỏ chạy. Thành Kiệu thắt cổ tự vẫn rồi bị bêu đầu. Nước Tần treo thưởng cho cái đầu Phàn Ô Kỳ năm tòa thành trì.
Phàn Ô Kỳ chạy sang nước Yên, trốn vào trong núi, nghe nói Thái tử Đan hiếu khách liền xin theo, được Thái tử tôn làm Thượng tân, xây cho một tòa nhà ở phía đông sông Dịch để ở, gọi là Phàn Quán. Thái phó Cúc Vũ khuyên nhưng không được. Thái tử lại mời chào Kinh Kha, cũng tôn làm Thượng khanh, xây một tòa nhà mới ở bên phải Phàn Quán để ở, gọi là Kinh Quán. Về sau, Thái tử Đan sai Kinh Kha hành thích Tần vương Chính, Kinh Kha muốn dùng đầu của Phàn Ô Kỳ, cơ bản giống như ghi chép trong sách sử.

### Phim ảnh
Trong phim truyền hình Kinh Kha truyền kỳ, Phàn Ô Kỳ vốn là người Tần nhưng hận quân Tần tàn bạo, trốn sang nước Triệu, nhận Lý Mục làm cha nuôi.